# 萬里商圈
萬里商圈範圍以新北市萬里區的萬里老街和野柳海產街為主。商圈以傳統信仰「慈護宮」為中心，有零星小吃和雜貨店，較為傳統，商家大多以販賣番薯系列製品、草仔粿、肉粽。
萬里商圈發展協會規劃番薯系列製品、草仔粿、肉粽、碗糕為觀光街特色。
特色為週邊天然的自然景觀，如野柳周遭的奇石、地理景觀等。

## 周邊觀光資源
1. 瑪鋉溪沿岸景觀
2. 野柳漁港
3. 野柳風景區
4. 龜吼濱海公園
5. 風櫃嘴
6. 翡翠灣等海岸景點
7. 另外亦有古道，如富士古道

## 外部連結
- 新北市形象商圈-萬里商圈